# 江阴市
江阴市，简称澄，是中国江苏省下辖县级市，由无锡市代管。江阴为长江中下游重要的交通枢纽之一，也是中国最发达的县级市之一，其综合竞争力列全国百强县市第一梯队。市政府驻澄江街道澄江中路9号。

## 历史沿革

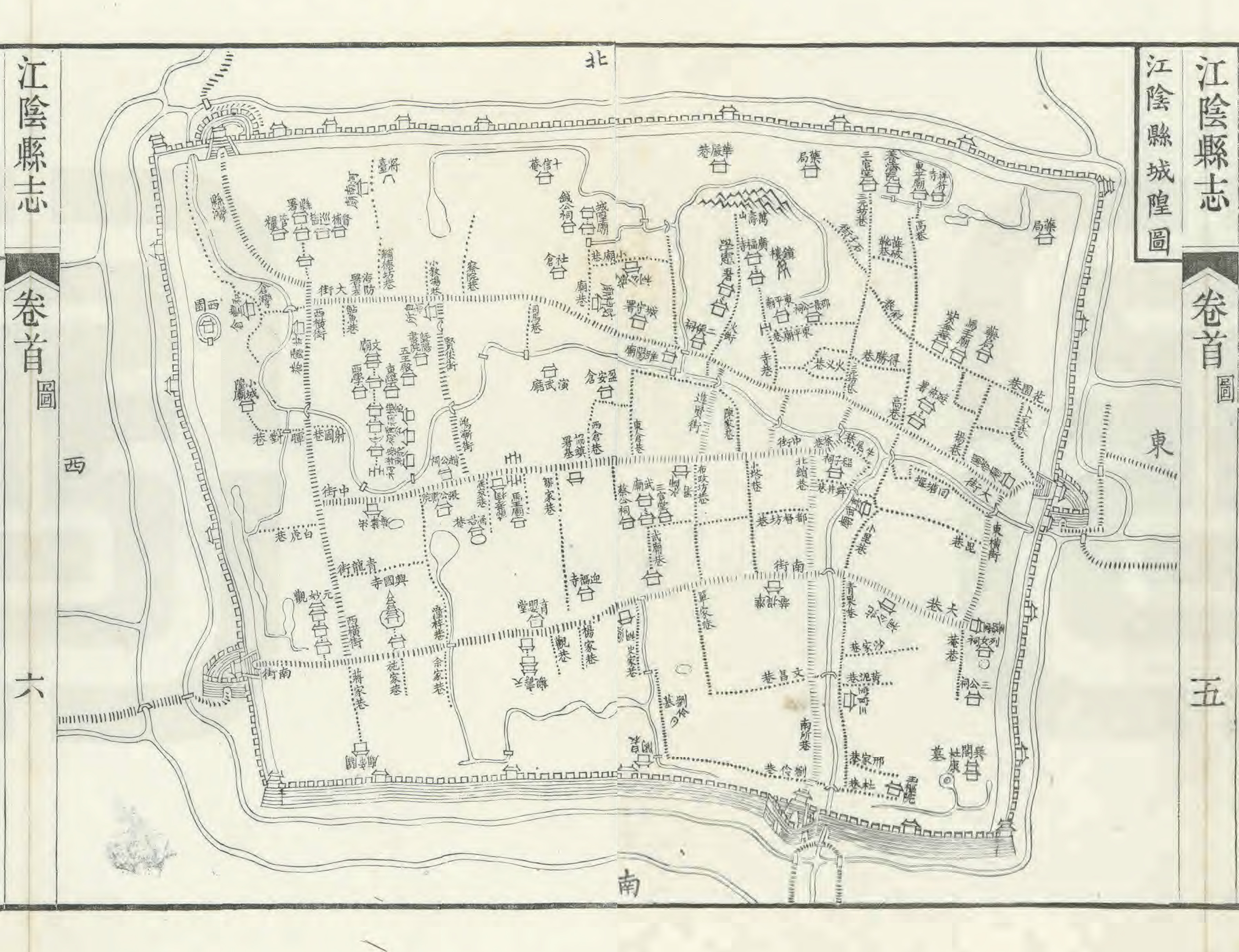
1840年的江阴

江阴历史悠久，春秋战国时期，地属延陵，曾是延陵季札的封地，后为春申君黄歇的采邑，故有“延陵古邑”、“春申旧封”之称，见诸文字记载的历史已有2500多年。晋太康二年（281年）首次置暨阳县，治所在暨湖北（旧志有两说：一说在长寿莫城，一说在杨舍镇）。南朝梁绍泰元年（555年）废暨阳县置郡，建治君山之麓，因地处长江之南，遂称江阴郡，下辖江阴、利城、梁丰3县。南朝陈永定元年（557年），废梁王方智江阴王，改郡为江阴国。唐武德三年（620年），以江阴县置暨州，下辖暨阳、利城2县。宋淳化元年（990年），重置江阴军，期间屡有废立。元至元十三年（1276年），升江阴军为江阴路，总管府。元二十八年，降江阴路为江阴州，隶属常州路。明洪武二年，改江阴州为江阴县，隶属常州府，以沿革一直延续到清亡。
明末清初，為了拒絕剃髮易服，江陰爆發了江陰八十一日事件。
1911年武昌起义后，“江苏独立”。新政权废府，江阴县直属江苏省。1941年，中共及其领导下的新四军曾在江阴政区范围内和邻近的地区设置江阴、澄东（又称虞西）、澄西、沙洲四个县级政权。
1949年4月22日，江阴县属苏南行政区（苏南行署）常州专区，1953年2月6日改属苏州专区，1961年（1957年11月29日批准，1961年12月1日成立）将县东北部九个公社划归新建的沙洲县（今张家港市）。1983年1月18日，江苏省实行市管县新体制，江阴县属无锡市代管。1987年4月23日，经国务院批准，撤销江阴县，设立江阴市（8月1日撤县设市，江阴市正式成立）。

## 行政区划
江阴市下辖7个街道办事处、10个镇：
澄江街道、南闸街道、云亭街道、城东街道、申港街道、利港街道、夏港街道、璜土镇、月城镇、青阳镇、徐霞客镇、华士镇、周庄镇、新桥镇、长泾镇、顾山镇、祝塘镇和江苏江阴—靖江工业园区。

## 自然条件

### 地理
江阴位于中国江苏省南部，北纬31°40′34″至31°57′36″，东经119°至120°34′30″，长江三角洲太湖平原北端。北枕长江，与靖江隔江相望；南近太湖，与无锡市区（锡山区、惠山区）接壤；西邻常州；东连苏州市下辖的张家港、常熟地处苏锡常“金三角”几何中心，交通便捷，历来为大江南北的重要交通枢纽和江海联运、江河换装的天然良港。

### 气候
江阴气候为亚热带北纬湿润季风区，冬季干冷多晴，夏季湿热雷雨。具有气候温和、雨量充沛、四季分明等特点。年平均降雨量为1060.4毫米（最多值是1991年的1914.4毫米，最少值是1978年的581.8毫米），年平均气温为15.8℃（最高值是2007年的17.6℃，最低值是1957年的14.5℃），最高气温为2013年8月6日的41.3℃，最低气温为1977年1月31日的-14.2℃，年平均日照时数为2029.0小时。
注：以上气候数据更新至2016年，平均值为1957年至2015年。

江阴市（2016年）气候平均数据
| 月份      | 1月   | 2月   | 3月   | 4月   | 5月   | 6月   | 7月   | 8月   | 9月   | 10月  | 11月  | 12月  | 全年   |
| --------- | ----- | ----- | ----- | ----- | ----- | ----- | ----- | ----- | ----- | ----- | ----- | ----- | ------ |
| 最高气温℃ | 16.8  | 22.3  | 23.7  | 28.9  | 30.8  | 33.4  | 39.7  | 37.7  | 34.9  | 27.1  | 23.4  | 19.8  | 39.7   |
| 平均气温℃ | 3.4   | 6.4   | 11.0  | 17.2  | 20.4  | 24.3  | 29.4  | 29.4  | 24.5  | 19.3  | 11.9  | 7.8   | 17.1   |
| 最低气温℃ | -8.9  | -4.3  | -2.0  | 8.8   | 11.6  | 16.1  | 22.0  | 18.8  | 17.3  | 9.8   | -0.2  | -2.5  | -8.9   |
| 降水量mm  | 67.1  | 37.1  | 35.1  | 153.1 | 163.7 | 412.2 | 315.9 | 152.3 | 358.6 | 372.8 | 94.9  | 54.7  | 2217.5 |
| 日照时数h | 104.3 | 203.8 | 163.3 | 166.6 | 156.1 | 114.3 | 192.9 | 286.9 | 168.3 | 61.4  | 112.4 | 153.5 | 1883.8 |

来源：《江阴年鉴（2017）》

### 地质
地面沉降是指在一定的地表面积内所发生的地面水平面降低的现象。江阴属于水质性缺水地区。由于掠夺式开采地下水资源，江阴地区地下水水位埋深逐步降低。使地下出现了一个巨大降落“漏斗”。这样极易导致地面沉降。局部地区累计沉降达到1米以上。地裂缝和地面塌陷等地质灾害现象也会产生。长泾镇、霞客镇及周边区域尤为严重。现在由于采取了封杀深水井和禁采地下水的强力措施，以及建设区域水厂和自来水供水管网，使地面沉降等地质灾害现象得到了遏制。

## 城市人口
2019年年末全市户籍人口126.41万人，常住人口165.34万人。全年出生人口8733人，出生率6.93‰；死亡人口8340人，死亡率6.62‰，人口自然增长率为0.31‰。全市人均预期寿命为82.32岁。
截至2020年末，第七次全国人口普查江阴市有常住人口1779515人；其中男性人口为920161人，占51.71%；女性人口为859354人，占48.29%。

## 经济

### 国民生产总值
全市实现地区生产总值4754.18亿元，增长2.3%。人均地区生产总值26.66万元。
全年实现第一产业增加值39.60亿元，增长1.6%；第二产业增加2473.63亿元，增长2.0%；第三产业增加值2240.95亿元，增长2.5%。三次产业比例为0.8:52.0:47.2。
全年提供就业岗位6.7万个，城镇新增就业3.03万人，城镇困难人员再就业5735人，城镇调查失业率控制在5%左右。扶持自主创业9600人，带动就业3万人，发放各类创业补贴1075万元，发放创业担保贷款3193万元。
年末拥有内资登记注册市场主体总数256181户，增长5.5%。企业总数85973户，增长3.9%；其中国有及集体控股企业3845户，私营企业82128户。个体工商户总数169626户，增长6.4%。农民专业合作社总数582户。

### 财政收入
截止2022年末，全年实现一般公共预算收入226.83亿元，扣除增值税留抵退税后同口径下降6.8%，其中税收收入178.68亿元，同口径下降8.6%。一般公共预算支出244.59亿元，比上年下降9.0%。
金融机构各项本外币存款余额5375.22亿元，比年初增长14.7%；各项本外币贷款余额4249.91亿元，比年初增长11.0%。存款中，非金融企业存款余额2462.72亿元，比年初增长16.4%；住户存款余额2147.11亿元，比年初增长21.5%。贷款中，非金融企业及机关团体贷款余额3401.68亿元，比年初增长11.8%；住户贷款余额839.68亿元，比年初增长7.8%。
全市证券交易开户总数44.74万户，较年初增长5.4%；证券机构交易金额11144.19亿元，较年初降低13.1%。年末全市拥有上市公司59家，包括境外上市21家，境内上市38家，其中上海主板16家，深圳主板13家，创业板9家。实现保费收入89.93亿元，增长3.8%；其中财产险收入26.20亿元，增长4.9%；人寿险收入63.72亿元，增长3.3%。

### 工业和建筑业
江阴工业发达，基础雄厚。萌芽于明代手工业，现代工业起步于清朝末期的民族资本工商业，发迹于1978年中国大陆改革开放后民间的乡镇企业。并牢牢把握住了三次重大发展机遇：一是改革开放前后民间乡镇工业崛起；二是90年代上海浦东大开发和大开放格局；三是21世纪初江苏省沿江大开发战略和外向型经济大潮。
2022年，全市规模以上工业实现营业收入6707.00亿元，下降4.7%；产品销售率96.7%，比上年减少1.5个百分点；利润总额432.48亿元，增长8.4%；规模以上工业企业亏损面17.8%，比上年增加3.1个百分点，亏损额38.01亿元，比上年增加1.53亿元。
在全市跟踪统计的19种重点产品中，有8种产品的产量实现正增长。全年工业用电量230.99亿千瓦时，下降7.1%。
2022年，全市工业百强企业全年完成营业收入4330.63亿元，实现利润350.98亿元，分别占全市规模以上工业企业的64.5%和81.2%。海澜集团有限公司、中信泰富特钢集团股份有限公司等2家企业集团税务销售超1000亿元，江苏新长江实业集团有限公司、三房巷集团有限公司等2家企业集团税务销售超500亿元，江苏阳光集团有限公司、双良集团有限公司、远景能源有限公司、江苏华西集团有限公司等4家企业集团税务销售超300亿元。
全年实现建筑业总产值124.31亿元，增长7.5%。获江苏省“扬子杯”优质工程1个，无锡市“太湖杯”优质工程13个，无锡市市政基础设施优质工程“太湖杯”2个，江苏省建筑施工标准化星级工地19个。无锡市优秀物业管理项目8个，省优秀住宅项目3个。

### 农业
2022全年粮食总产量13.09万吨，增长0.3%，其中谷物总产量12.43万吨，增长0.2%。蔬菜总产量39.30万吨，增长0.1%。水果产量74084吨，下降0.4%。
粮食种植面积19.14千公顷，比上年增加0.13千公顷。蔬菜种植面积12.27千公顷，比上年减少0.01千公顷。水果种植面积2.51千公顷，比上年减少0.06千公顷。
全年出栏生猪2.52万头，下降9.7%，猪肉产量1984吨，下降10.3%。奶牛存栏995头，增长42.3%，牛奶产量3709吨，增长25.2%。水产品产量20169吨，增长0.5%。

### 邮电
截止2022年末公路总里程2408.45公里，其中高速公路72.7公里。年末全社会拥有车辆66.91万辆，其中汽车61.59万辆，增长4.5%。私人汽车拥有量51.49万辆，增长3.6%。
全年完成客运量3040.31万人次，下降32.8%；完成货运量5642万吨，下降11.0%。完成港口货物吞吐量35061.82万吨，增长3.8%。
全年邮政业务总收入6.95亿元，增长9.8%。年末移动电话用户244.62万户，增长4.2%；其中4G移动电话用户110.61万户，下降19.1%；5G移动电话用户121.19万户，增长51.8%。
全市拥有国家A级景区6个，星级饭店7家，旅行社41家；全国乡村旅游重点村1个，省乡村旅游重点村1个，省工业旅游区1个，无锡市美丽乡村休闲旅游示范村4个。

### 固定资产投资
2022年，全年固定资产投资845.36亿元，下降8.4%。分产业投向看，第一产业投资0.71亿元，下降71.8%；第二产业投资360.42亿元，下降14.0%；第三产业投资484.23亿元，下降3.5%。分投资主体看，国有投资178.91亿元，增长44.9%；民间投资598.44亿元，下降17.7%；外商及港澳台投资68.01亿元，下降6.9%。
全年完成房地产开发投资219.37亿元，下降33.2%。房屋建筑施工面积1266.67万平方米，下降3.2%；房屋新开工面积151.87万平方米，下降56.7%；房屋建筑竣工面积249.84万平方米，增长73.8%。全市商品房销售面积230.56万平方米，其中住宅销售面积203.76万平方米。

### 国内贸易
2022全年实现社会消费品零售总额698.65亿元，下降0.9%；其中，限额以上零售额268.53亿元，增长0.8%。限额以上批发和零售业零售额252.16亿元，增长1.2%；限额以上住宿和餐饮业零售额16.36亿元，下降5.0%。在限额以上批发和零售业零售额中，汽车类下降8.0%，石油及制品类增长9.5%，粮油食品类增长20.1%，服装鞋帽针纺织类下降8.7%，中西药品类增长12.1%。

## 交通

### 公路
第一条公路——澄(江阴)巫(张家港巫山)公路、澄(江阴)丰(张家港锦丰)公路和澄(江阴)琴(常熟)公路由江苏常熟县西北(今张家港锦丰)乡人、上海交通大学毕业生、抗日爱国将领、少将陈一白出资、设计、勘测、建造。
1932年“一.二八”淞沪抗战爆发，朱家驊任交通部长，全力发展交通。1933年7月，国民政府指派陈一白铺筑了澄(江阴)巫(张家港巫山)军用公路，18公里，路基宽9米，1934年1月完工。1937年春国民政府巩固江防，再次由陈一白自江阴要塞向东，经杨舍、福前镇东、东莱、合与至锦丰，抢筑军用公路。春季测量，盛夏施工，建桥筑基。同时常(熟)十(二圩港)公路段始築，43公里，路基宽7米，路面宽3米。1943年1月9日常熟鹿苑公路段试行通车。
江阴另有江阴长江大桥、 锡澄高速公路（属 京沪高速一部分）、 沿江高速公路（属 沪武高速公路一部分）、 通锡高速等公路设施。
- 346国道过境。

### 铁路
- 新长铁路共设两个站：江阴站和月城站
- 镇南铁路（由江苏镇江经江阴到上海南翔）已经在1999年立项
- 京沪高铁从江阴市境内的璜土，青阳，徐霞客和祝塘四个镇通过，但没有设站。
- 沪宁沿江高速铁路[6]

### 城市轨道交通
- 无锡地铁S1线

### 航运
江阴港为江苏省长江五大内河港之一，1992年5月20日国务院批准的一类开放口岸。地处江尾海头，距长江口87.5海里（162公里），位于东经120.15°，北纬31.56°。江阴早在唐代就是中国东部沿海对外贸易的重要港埠，南宋绍兴十五年（1145年），江阴港设立“市舶司”，是当时中国沿海设置市舶司的广州、杭州、上海等11个口岸之一。港区有35公里长江深水岸线，目前沿江建有千吨级以上泊位50个，其中万吨级泊位21个，是长江下游重要的物资集散基地。内河有大小航道50条，通航里程383公里，主要干支线26条，锡澄运河（无锡—江阴）、新沟河（长江—太湖）、新夏港河（长江—太湖）、利港、西横河（锡澄运河—武进北塘河）、东横河（江阴-张家港）、应天河、白屈港、洋泾河、张家港运河（江阴—上海）、环山河（锡澄运河—新沟河）为港口集疏运的主要航道。

### 航空
市中心距离无锡苏南硕放国际机场35公里。

### 车辆保有量
2018年末，全江阴拥有车辆53.16万辆，其中汽车48.98万辆。私人汽车达42.51万辆。

### 客货运输
2017全年实现客运量6727.8万人次；实现货运量4520.9万吨。港口货物吞吐量15970.5万吨。

## 文化

### 方言
全市通行吴语，靠近長江邊的部份鎮通行江淮官話，传统上把江阴大部分地區划入吴语太湖片毗陵小片。整体处在毗陵小片与苏沪嘉小片的过渡地带。市西乡通行毗陵片方言，语音语调与常州武进方言比较接近。市东乡和南乡更加接近苏沪嘉小片：其中东乡的语音语调较接近常熟方言；南乡则较接近无锡北郊方言。市区的发音兼备各乡特征。由于地处长江沿岸，市北鄉通行江淮方言，且长时间作为江苏学政衙署驻地，故稍受官话影响，在人称和语调上较其他各乡有所不同。

### 教育
2017年末，各类学校教职员工数16744人，各类学校在校学生168378人。幼儿园在园幼儿44357人，小学和初中普及率均达100%，初中毕业生升学率达98.3%。

## 旅游
- 全国重点文物保护单位：徐霞客故居及晴山堂石刻（2001年6月25日国务院公布）
- 江苏省文物保护单位：黄山炮台遗址（1982年3月25日公布）、江阴文庙、兴国寺塔、国民党江阴要塞司令部旧址（前三处均为1995年4月19日公布）、江阴蚕种场、刘氏兄弟故居（前二者为2002年10月22日公布）

其他景点有：鹅鼻嘴公园、南菁中学、澄江福地、广济古泉、君山、黄山、江阴外滩
- 香山禅寺  泰清寺  十方庵  涌塔庵  崇圣讲寺
- 悟空寺
- 季子墓
- 目前江阴市区大部分公园为免费开放，如中山公园、黄山湖公园、鹅鼻嘴公园、兴国寺塔等。[來源請求]免费开放是指对有市民卡的江阴人或者有居住证的人员免费开放。

## 社会生活

### 特产
- 黑杜酒
- 长江三鲜
  - 河豚
  - 鲥鱼
  - 刀鱼 （页面存档备份，存于）
    - 刀鱼馄饨
    - 刀鱼面
- 马蹄酥
- 申港百叶
- 申港红烧猪丸
- 螃蜞螯
- 五香豆豆
- 云亭猪头肉
- 青阳清水羊肉
- 华士酱油
- 五行茶
- 草鞋底
- 拖炉饼
- 长江虾
- 顾山荠菜烧饼
- 顾山红豆
- 长寿红汤面
- 西石桥豆渣饼
- 蟹黄包子
- 过桥鳝、粉皮

## 友好城市
- 巴西·贝洛奥里藏特市：缔结于1996年11月22日[8]
- 日本·藤冈市：缔结于2000年4月28日
- 義大利·托尔托纳市：缔结于2003年8月20日
- ·群山市：缔结于2009年4月2日
- 美国·阿拉米达市：缔结于2009年10月9日
- 俄羅斯·弗拉基米尔市：缔结于2011年4月2日
- 法國·法阿市：缔结于2013年7月16日